# لروی سومر

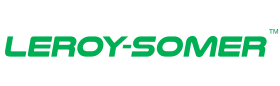
نماد شرکت

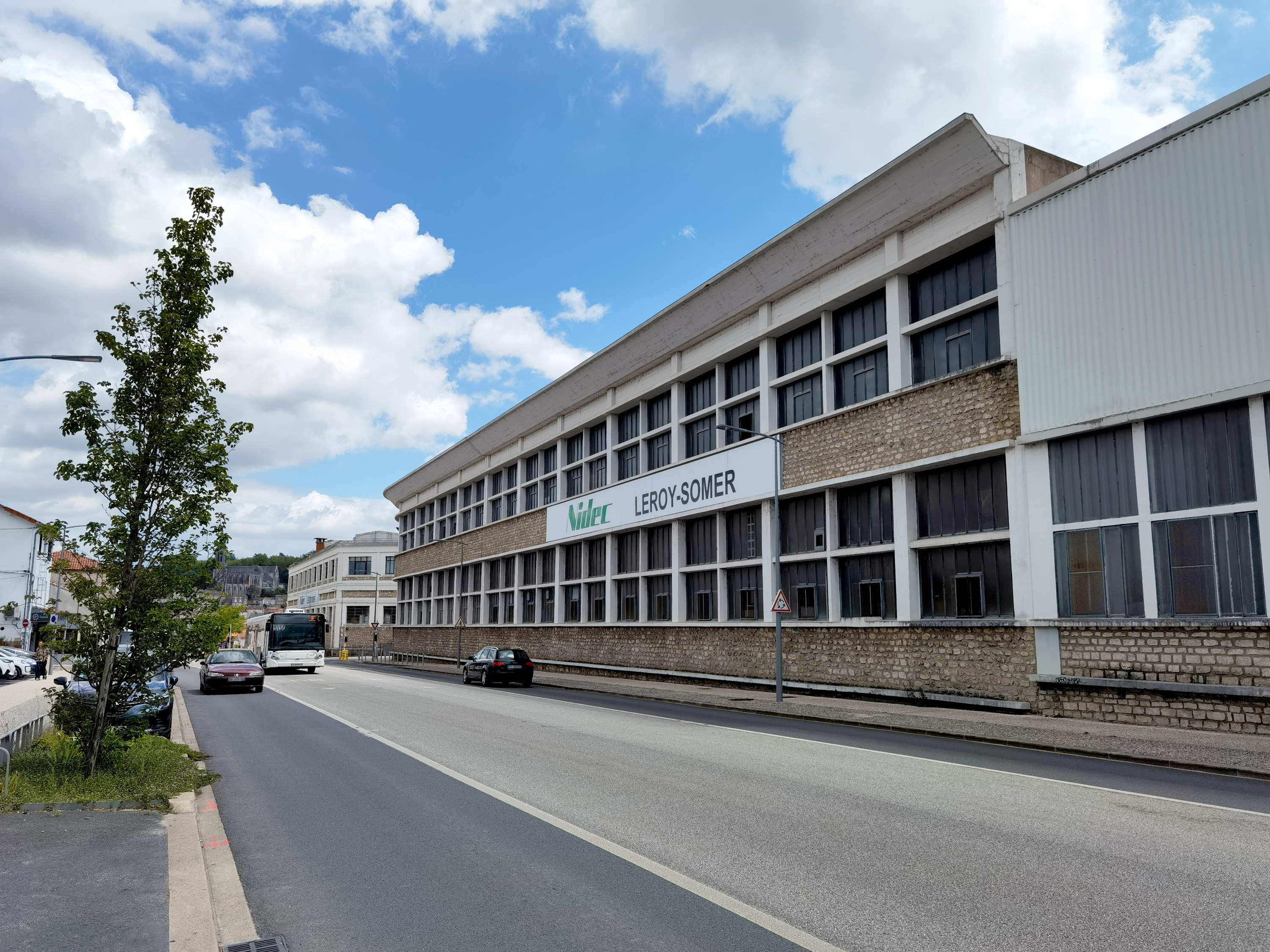
جلوی کارخانه سیلاک درآنگولم، پواتو-شرانت

نایدک لُرُوی سومِر یک شرکت فرانسوی مستقر در آنگولم شرانت است که بیشتر موتورهای الکتریکی تولید می‌کند. این شرکت در سال ۱۹۱۹ توسط مارسلین لروی تأسیس شد.
این شرکت اکنون به جمهوری چک، مجارستان، لهستان، رومانی، چین و هند گسترش یافته است و تقریباً ۱۰،۰۰۰ نفر کارکنان آن هستند.
از ۳۱ ژانویه ۲۰۱۷، Leroy-Somer بخشی از گروه ژاپنی نایدک شده‌است.

## لینک‌های خارجی
- وبگاه رسمی